# Alberite de San Juan
Alberite de San Juan es un municipio de España perteneciente a la provincia de Zaragoza, en la comunidad autónoma de Aragón. Tiene una población de 84 habitantes (INE 2024).

## Toponimia
El término Alberite proviene del árabe البريد AL-BARĪD "la posta" (mansión o establecimiento en una vía interurbana equipado con recambios de caballos o mulos para el transporte urgente de correos y despachos).

## Geografía
Integrado en la comarca de Campo de Borja, se sitúa a 59 km de la capital aragonesa. El término municipal está atravesado por la carretera nacional N-122 en el pK 57, por la carretera autonómica A-121, que conecta con Magallón y Fuendejalón y por la carretera comarcal A-1303 que une Pozuelo de Aragón con Bureta. Su extensión superficial es de 11,23 km².
El relieve del municipio es predominantemente llano, aunque cuenta con algunas elevaciones aisladas al sur del territorio. El río Huecha riega el trayecto entre Bureta y Magallón. La altitud oscila entre los 515 m en una zona de cerros al sur y los 370 m a orillas del río Huecha. El pueblo se alza a 378 m sobre el nivel del mar.
| Noroeste: Albeta | Norte: Magallón  | Noreste: Magallón          |
| Oeste: Bureta    |                  | Este: Magallón             |
| Suroeste: Bureta | Sur: Fuendejalón | Sureste: Pozuelo de Aragón |

## Historia
La primera vez que esta población aparece citada es el 31 de julio de 1124, cuando Alfonso I dio a García Íñiguez de San Celedonio las casas que tenía en Tudela, a la vez que le confirmaba otras posesiones, entre ellas una heredad en Alberite. 
Fue en 1141 cuando Pedro Taresa Cruz y su madre donaron a la Orden del Temple el castillo de Alberite con todos sus términos.
El 21 de julio de 1151 Ramón Berenguer IV, príncipe de Aragón y conde de Barcelona, dio al Temple la villa de Alberite a cambio de Borja y Magallón. Cuando la Orden del Temple desapareció después de 1311, quizá hacia 1317, la población pasó a ser propiedad de la Orden de San Juan. 
Un aragonés de la muy cercana Magallón que fue comendador de esta Encomienda de la Orden, que incluía también Ambel, Magallón y otros lugares cercanos, además de las minas argentíferas que había en Calcena, bailío de la encomienda de Caspe, fue gran maestre de la Orden de Malta desde 1536, cedida por el rey Carlos I de España en 1530 a los caballeros de esta Orden Internacional hasta su muerte en 1553. Fue Juan de Homedes y Coscon.
Hasta la reforma de la nomenclatura municipal de 1916 el municipio se llamaba simplemente Albertite. En dicha fecha su nombre fue modificado por el de Alberite de San Juan.
De la iglesia de Alberite de San Juan es muy conocida la historia del Santísimo robado.
Según el INE, en el año 2016 contaba con una población de 137 habitantes.

## Demografía
Alberite de San Juan cuenta con una población de 84 habitantes (INE 2024).
| Gráfica de evolución demográfica de Alberite de San Juan entre 1842 y 2021 |
| |
| Población de derecho según los censos de población del INE Población de hecho según los censos de población del INEEn este censo se denominaba Alberite y Coto Redondo de Ganarul: 1842 En estos censos se denominaba Alberite: 1857, 1860, 1877, 1887, 1897, 1900 y 1910 |

## Administración y política
| Período   | Alcalde                    | Partido   |  |
| --------- | -------------------------- | --------- |  |
| 1979-1983 | Alejandro Lete Domínguez   | Ind.      |  |
| 1983-1987 | Jesús Fraca Domínguez      | AP-PDP-UL |  |
| 1987-1991 | Alejandro Lete Domínguez   | PAR       |  |
| 1991-1995 | Joaquín Alcega Domínguez   | PAR       |  |
| 1995-1999 | Alberto Santiago Lete Vela | PAR       |  |
| 1999-2003 | Alberto Santiago Lete Vela | PAR       |  |
| 2003-2007 | Alberto Santiago Lete Vela | PAR       |  |
| 2007-2011 | Alberto Santiago Lete Vela | PAR       |  |
| 2011-2015 | Roberto Gimeno Lete        | PAR       |  |
| 2015-2019 | Roberto Gimeno Lete        | PAR       |  |
| 2019-2023 | Alicia Ballesta Alcega     | PAR       |  |
| 2023-act. | Manuel Alcega Domínguez    | PP        |  |

| Partido político    | Partido político                                                    | 1979   | 1983   | 1987   | 1991   | 1995   | 1999   | 2003   | 2007   | 2011   | 2015   | 2019   | 2023   |
| Partido político    | Partido político                                                    | Ediles | Ediles | Ediles | Ediles | Ediles | Ediles | Ediles | Ediles | Ediles | Ediles | Ediles | Ediles |
|                     | Alianza Popular (AP)-Partido Popular de Aragón (PP)                 | —      | 5      | —      | 0      | 0      | 0      | 0      | 0      | 0      | 0      | 0      | 3      |
|                     | Partido Aragonés (PAR)                                              | —      | —      | 5      | 5      | 5      | 5      | 1      | 5      | 5      | 3      | 3      | —      |
|                     | Partido de los Socialistas de Aragón (PSOE-Aragón)                  | —      | —      | —      | 0      | 0      | —      | 0      | 0      | 0      | 0      | 0      | 0      |
|                     | Chunta Aragonesista (CHA)                                           | —      | —      | —      | —      | —      | —      | —      | 0      | —      | —      | —      | —      |
|                     | Unión de Centro Democrático (UCD)-Centro Democrático y Social (CDS) | —      | 0      | 0      | —      | —      | —      | —      | —      | —      | —      | —      | —      |
|                     | Partido Comunista de España (PCE)                                   | —      | 0      | —      | —      | —      | —      | —      | —      | —      | —      | —      | —      |
|                     | Independientes                                                      | 5      | —      | —      | —      | —      | —      | —      | —      | —      | —      | —      | —      |
|                     | Organización Revolucionaria de Trabajadores (ORT)                   | 0      | —      | —      | —      | —      | —      | —      | —      | —      | —      | —      | —      |
| Total de concejales | Total de concejales                                                 | 5      | 5      | 5      | 5      | 5      | 5      | 1      | 5      | 5      | 3      | 3      | 3      |

## Cultura

### Patrimonio
- Iglesia parroquial de la Anunciación, destaca el ábside mudéjar del siglo XIV
- Restos árabes
- Castillo de Alberite de San Juan

### Fiestas
- El Santísimo, el primer domingo de febrero
- San Cosme y San Damián, el 27 de septiembre